# Prosevania variiceps
Prosevania variiceps är en stekelart som först beskrevs av Jean-Jacques Kieffer 1916.  Prosevania variiceps ingår i släktet Prosevania och familjen hungersteklar. Inga underarter finns listade i Catalogue of Life.